# Liste von Persönlichkeiten der Stadt Bochum
Diese Liste von Persönlichkeiten der Stadt Bochum enthält Persönlichkeiten des Stadtgebietes von Bochum in seiner heutigen Ausdehnung. Darunter sind:
1. alle Stadtoberhäupter von Bochum seit der Abschaffung des jährlichen Wechsels des Amtes
2. alle Stadtoberhäupter der ehemals selbständigen Stadt Wattenscheid seit Verleihung der Stadtrechte
3. alle Ehrenbürger der beiden Städte sowie des ehemaligen Amtes Gerthe
4. auf den genannten Gebiet geborene Persönlichkeiten, chronologisch nach Geburtsjahr aufgelistet; unerheblich, ob sie ihren späteren Wirkungskreis an ihren Geburtsort hatten oder nicht
5. bekannte Einwohner, chronologisch nach Geburtsjahr aufgelistet; eine Übersicht von Persönlichkeiten, die in dem Gebiet gelebt beziehungsweise gewirkt haben, jedoch nicht dort geboren sind.

Bis auf die Absätze der Stadtoberhäupter und Ehrenbürger erhebt die Liste keinen Anspruch auf Vollständigkeit.

## Stadtoberhäupter von Bochum

### Bürgermeister (18. und 19. Jahrhundert)
- 1714–1721: Johann Wilhelm Mallinckrodt
- 1723–1761: Johann Karl Bordelius
- 1762–1772: Gerhard Wilbrand Lennich
- 1772–0000: Johann Conrad Jacobi
- 1773–1817: Georg Friedrich Jacobi
- 1817–1835: Caspar Heinrich Steelmann
- 1835–1842: Heinrich von Lüdemann
- 1842–1873: Max Greve
- 1874–1876: Richard Karl Adalbert Prüfer

### Oberbürgermeister (ab 1877)

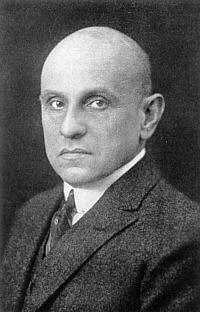
Otto Ruer
(1879–1933), Oberbürgermeister von 1925 bis 1933; von den Nationalsozialisten in den Tod getrieben.

#### Hauptamtliche Oberbürgermeister
- 1877–1891: Carl Bollmann
- 1892–1899: Karl Hahn, Nationalliberale Partei
- 1900–1925: Fritz Wilhelm Georg Graff
- 1925–1933: Otto Ruer, parteilos
- 1933–1943: Otto Leopold Piclum, NSDAP
- 1944–1945: Friedrich Hesseldieck, NSDAP
- –00001945: Ferdinand Bahlmann (kommissarisch)
- 1945–1946: Franz Geyer

#### Ehrenamtliche Oberbürgermeister
- –00001946: Tilmann Beckers, CDU (von der britischen Militärregierung nicht anerkannt)
- 1946–1952: Willi Geldmacher, SPD
- 1952–1969: Fritz Heinemann, SPD
- 1969–1975: Fritz Claus, SPD
- 1975–1994: Heinz Eikelbeck, SPD

#### Hauptamtliche Oberbürgermeister
- 1994–2004: Ernst-Otto Stüber, SPD
- 2004–2015: Ottilie Scholz, SPD
- 0 seit 2015: Thomas Eiskirch, SPD

## Stadtoberhäupter von Wattenscheid
Hauptamtliche Bürgermeister
- 1877–1879: Eduard Schaub
- 1880–1893: Otto Pokorny
- 1894–1920: Anton Wibberding
- 1920–1927: Paul Ueberhorst (SPD) aus Eschwege

Oberbürgermeister
- Hauptamtlicher Oberbürgermeister
- 1927–1933: Paul Ueberhorst (SPD) aus Eschwege
- ab 16. April 1933–1939: Gerichtsassessor Hans Petri (NSDAP) vom Landgericht Bielefeld als Staatskommissar
- ab 10. März 1939 Oberbürgermeister Otto Leopold Piclum (NSDAP) in Bochum (kommissarisch),
- ab 4. April 1939: Amtsbürgermeister August Düsterloh (NSDAP) aus Hattingen (kommissarisch).
- 1945–1946: Johann Noll

Ehrenamtliche Oberbürgermeister
- 1946–1946: Gustav Herrmann (SPD)
- 1946–1948: Hugo Bungenberg (CDU)
- 1948–1949: Kurt Kötzsch (SPD)
- 1950–1964: Hermann Sievers (SPD)
- 1964–1968: Georg Schmitz (SPD)
- 1968–1971: Erwin Topp (SPD)
- 1971–1974: Herbert Schwirtz (SPD)

## Ehrenbürger
Die Stadt Bochum hat seit 1846 13 Personen das Ehrenbürgerrecht verliehen. Außerdem waren 1933 Adolf Hitler und 1938 Josef Wagner zu Ehrenbürgern ernannt worden. Wagner wurde die Ehrung laut einer Mitteilung an die britische Militärregierung von 1946 nach seinem Ausschluss aus der NSDAP 1942 wieder aberkannt. Hitler wurde erst am 9. November 1984 auf Beschluss des Rats der Stadt aus der Liste gestrichen.
Die Stadt Wattenscheid, welche heute zu Bochum gehört, hatte zwei Personen, Theodor Cöls und Karl Viëtor, und außerdem Adolf Hitler und dem Reichspräsidenten Hindenburg die Ehrenbürgerrechte verliehen. Das Amt Gerthe, welches seit 1928 zu Bochum gehört, hatte einem seiner Bürger die Ehrenbürgerrechte verliehen: Otto Gehres. Der besseren Übersichtlichkeit halber sind diese in die folgende Auflistung eingegliedert.

### 19. Jahrhundert

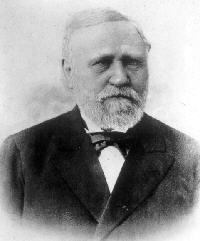
Louis Baare
(1821–1897), Ehrenbürger und Direktor der damals bedeutendsten Bochumer Firma.

- 30. Oktober 1846: Johannes Kämper, Lehrer
- 28. Februar 1876: Hermann Schultz, Justizrat und Rechtsanwalt
- 30. Oktober 1878: Theodor Cöls (* 23. Januar 1819 in Wattenscheid; † 12. Mai 1898 ebenda), Amtmann, Bürgermeister (Auszeichnung durch die damalige Stadt Wattenscheid)
- 5. Juni 1885: Otto von Bismarck (1815–1898), Reichskanzler
- 12. Januar 1887: Louis Baare (1821–1897), Generaldirektor des Bochumer Verein, Geheimer Kommerzienrat und Stadtverordneter

### 20. Jahrhundert
- 8. Januar 1904: Hermann Pieper (1839–1904), Bergrat und Bergwerksdirektor der Zeche Constantin
- 1910: Karl Viëtor, Industrieller (Auszeichnung durch die damalige Stadt Wattenscheid)
- 2. November 1917: Paul von Hindenburg (1847–1934), Generalfeldmarschall und späterer Reichspräsident
- 1922: Otto Gehres (* 1872; † 1932), Bergwerksdirektor der Zeche Lothringen (Auszeichnung durch das Amt Gerthe)
- 20. Mai 1925: Fritz Graff (1858–1929 in Bochum), Oberbürgermeister von 1904 bis 1925
- 22. April 1944: Saladin Schmitt (1883–1951), Intendant des Bochumer Schauspielhauses von 1919 bis 1949
- 30. Mai 1962: Carl Rawitzki (1879–1963), langjähriger Stadtverordneter, aktiver Nazigegner, Emigrant
- 3. April 1965: Franz Geyer (1885–1970), Oberbürgermeister von 1945 bis 1946, Bürgermeister, Kämmerer
- 27. November 1969: Fritz Heinemann (1903–1975), Oberbürgermeister von 1952 bis 1969
- 22. Mai 1975: Fritz Claus (1905–1985), Oberbürgermeister von 1969 bis 1975
- 15. März 1976: Gerhard Petschelt (1911–1979 in Bochum), Oberstadtdirektor von 1952 bis 1976

## In Bochum geborene Persönlichkeiten
Chronologische Auflistung nach Geburtsjahr

### 17. und 18. Jahrhundert

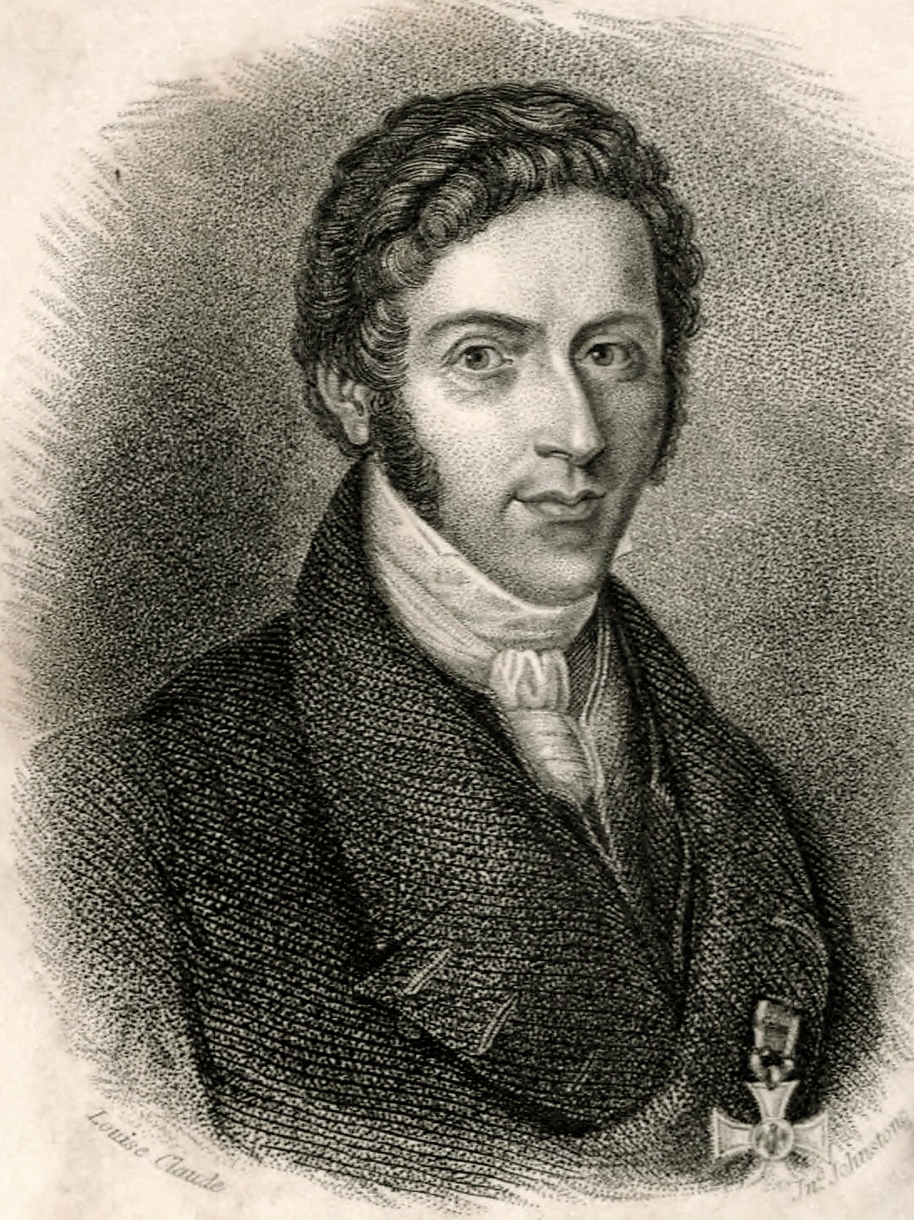
Adalbert von der Recke-Volmerstein (1791–1878), Gründer der Diakonie.

- Leffmann Behrens (1634–1714), deutsch-jüdischer Hoffaktor in Hannover
- Heinrich Johann Friedrich Ostermann (1687–1747), russischer Diplomat und Staatsmann
- Georg Friedrich Jacobi (1738–1822), Bürgermeister von Bochum
- Heinrich Dietrich von Grolman (1740–1840), Jurist und Mitglied des preußischen Staatsrats
- Adalbert von der Recke-Volmerstein (1791–1878), Gründer der Diakonie

### 19. Jahrhundert

#### Bis 1880

Fritz Baare (1855–1917), deutscher Manager und Industrieller.

- Friedrich Wilhelm Nottebohm (1808–1875), Architekt, Ingenieur und Gewerbepolitiker
- Friedrich Wilhelm Müser (1812–1874), Verwaltungsratsvorsitzender der Harpener Bergbau AG
- Phillipp Würzburger (1812–1877), Unternehmer
- Friedrich Wilhelm Böcker (1818–1861), Arzt und Gerichtsmediziner
- Heinrich Grimberg (1833–1907), Bergbauunternehmer
- Henriette von Noël (1833–1903), Lehrerin und Gründerin der Hildegardis-Schule Bochum
- Wilhelm Munscheid (1839–1913), Industrieller in Gelsenkirchen, Gemeinderat in Kray
- Friedrich Heinrich Flottmann (1844–1899), Ingenieur, Unternehmer und Industriepionier, Entwickler des Druckluft-Bohrhammer
- Fritz Brinkhoff (1848–1927), Braumeister, Schaffer der neuen Biersorte „Export“
- Ludwig Schröder (1848–1914), Bergarbeiterführer und Gewerkschafter
- Heinrich Möller (1850–1902), Gewerkschafter und Politiker, Reichstagsabgeordneter
- Max Seippel (1850–1913), Schriftsteller
- Eduard zur Nedden (1854–1924), Landrat und Regierungspräsident
- Fritz Baare (1855–1917), Industrieller, Generaldirektor des Bochumer Vereins
- August Siegel (1856–1936), Bergarbeiterführer und Gewerkschafter
- Wilhelm Baare (1857–1938), Industrieller, Generaldirektor des Bochumer Vereins
- Gustav Altegoer (1859–1934), Politiker
- Gottfried Kleinschmidt (1860–1931), Unternehmer
- Bernhard Schulz (1861–1933), Politiker, Architekt, Lehrer und Anwalt
- Gustav Beckmann (1865–1939), Musikdirektor des Essener Bachvereins, Gründer des Verbandes evangelischer Kirchenmusiker in Preußen
- Wenceslaus Straussfeld (1867–1933), Theologe
- Johann Wilhelm Welker (1870–1962), Manager
- Paul Lohmar (1872–1946), Verbandsfunktionär (Berufsgenossenschaften)
- Bernhard Clostermann (1874–1919), Bürgermeister von Mülheim, Oberbürgermeister von Koblenz
- Friedrich Herbst (1874–1937), Bergbauingenieur, Hochschullehrer und Bergbaufunktionär

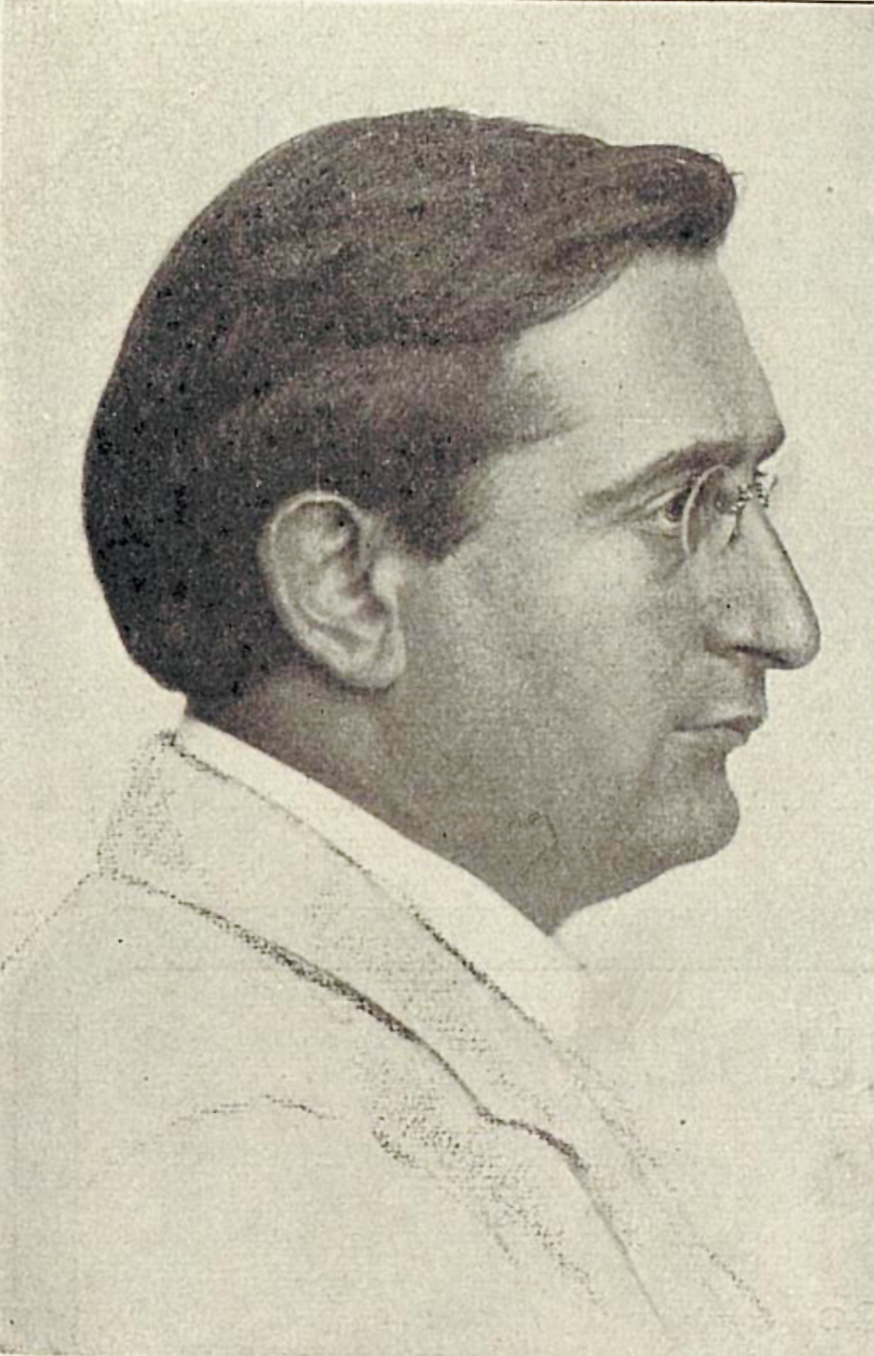
Robert Koppel (1874–1966), Sänger und Vortragskünstler

- Robert Koppel (1874–1966), Sänger und Vortragskünstler
- Otto Heinrich Flottmann (1875–1944), Unternehmer
- Fritz Traugott Schulz (1875–1951), Kunsthistoriker, Hauptkonservator und Museumsdirektor
- August Weber (1875–1963), Politiker
- Lore Agnes (1876–1953), Politikerin und Frauenrechtlerin, Mitglied der Weimarer Nationalversammlung 1919/20 sowie des Reichstages von 1920 bis 1933.
- August Blankenstein (1876–1931), Maler der Düsseldorfer Schule
- Georg Breuker (1876–1964), Romanautor und Dichter
- Paul Frangenheim (1876–1930), Chirurg
- Josef Franke (1876–1944), Architekt
- Friedrich Albert Groeteken (1878–1961), Priester, Lehrer, Autor und Heimatforscher
- Fernando Baare (1879–1952), Major im Generalstab und Unternehmer
- Reinhard Rauschenberg (1879–1953), Gewerkschafter und Politiker (SPD)
- Romanus Bange (1880–1941), katholischer Pfarrer, Verfolgter im NS-Staat
- Albrecht Giersch (1880–1946), Schriftsteller
- Heinrich Schmiedeknecht (1880–1962), Architekt, schuf bedeutende Bauten in Bochum
- Wilhelm Teves (1880–unbekannt), Jurist und Abgeordneter des Provinziallandtages der Provinz Hessen-Nassau

#### 1881–1900

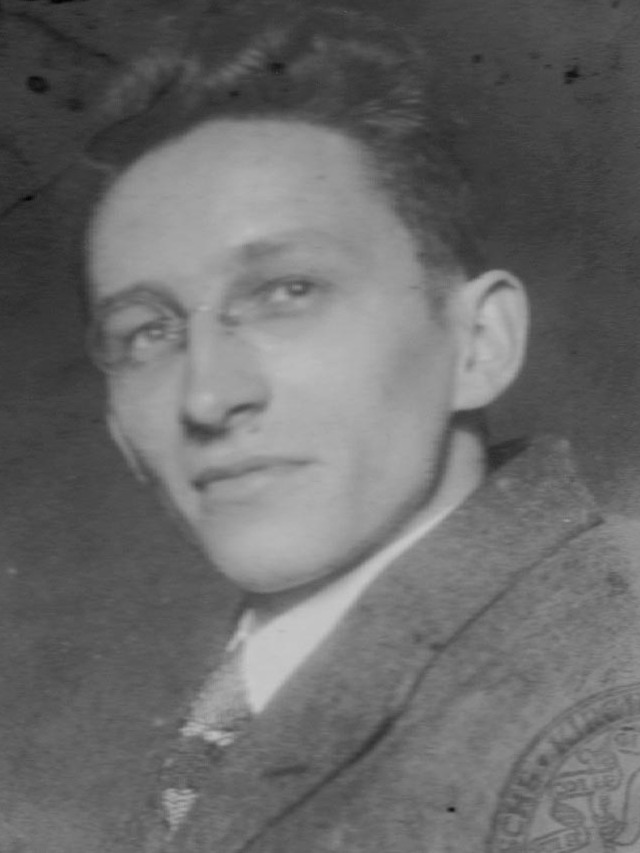
August Oppenberg
(1896–1971), Maler, der in seiner Schaffensperiode etwa 3600 Werke schuf.

- Ernst Brandenburg (1882–1952), Gewerkschafter und Politiker
- Alfred Keller (1882–1974), General
- Hugo Pütter (1883–1963), hessischer Politiker
- Ottilie Schoenewald (1883–1961), Politikerin und Frauenrechtlerin
- Karl Surkamp (1883–1952), Gewerkschafter und Politiker
- Hermann Sierp (1885–1958), Botaniker
- Felix Wilhelm Beielstein (1886–1964), Schriftsteller
- Heinrich König (1886–1943), lokal bedeutender Politiker und Widerstandskämpfer, NS-Opfer
- Ernst Hermann Schulz (1886–1962), Eisenhüttenmann und Forschungsorganisator
- Eduard Schulte (1886–1977), Archivar, Historiker und Jurist
- Werner Kehl (1887–1943), Bankmanager
- Albert Bollmann (1889–1959), Fußballspieler
- Mathilde Gantenberg (1889–1975), Politikerin
- August Halbfell (1889–1965), Politiker
- Emil Stickling (1889–1950), Bergbauingenieur und Opfer des Stalinismus
- August Heinrichsbauer (1890–1977), Wirtschaftsjournalist und Lobbyist
- Richard Kahn (1890–nach 1933), Unternehmer
- Friedrich August Pinkerneil (1890–1967), Wirtschaftsfunktionär und Politiker
- Bernhard Düwell (1891–1944), Politiker
- Emil Mauritz Hünnebeck (1891–1968), Bauingenieur und Stahlbauunternehmer
- Friedrich Gnaß (1892–1958), Schauspieler
- Paul Nieder-Westermann (1892–1957), Politiker
- Karl Viëtor (1892–1951), Germanist und Hochschullehrer, Literaturhistoriker
- Johannes Walburg (1892–1947), Missionar und Märtyrer
- Maria Backenecker (1893–1931), Politikerin
- Werner Block (1893–1976), Chirurg und Sammler von Totentanzdarstellungen
- Hans Brockmann (1893–1982), Schauspieler
- Wilhelm Droll (1893–1967), Politiker
- Lory Maier-Smits (1893–1971), Lehrerin und Darstellerin
- Emilie Boer (1894–1980), Altphilologin und Astronomie-Historikerin
- Hans Ehrenberg (1894–1977), Mineraloge
- Jan Kaczmarek (1895–1977), deutsch-polnischer Politiker
- Anke Oldenburger (1895 – n. 1952), Malerin, Grafikerin und Bühnenbildnerin
- Hulda Pankok (1895–1985), Journalistin und Verlegerin, Gerechte unter den Völkern
- Hermann Stopperich (1895–1952), Politiker
- Emil Hartmann (1896–1963), Politiker
- August Oppenberg (1896–1971), Maler
- Nora Platiel (1896–1979), Politikerin, Juristin und Widerstandskämpferin gegen den Nationalsozialismus
- Franz Land (1896–1974), Politiker
- Elisabeth Boer (1896–1991), Archivarin und Historikerin
- Alfred Bockemühl (1896–1992), Verkehrswissenschaftler und Ingenieur
- Emil Hartmann (1896–1963), Politiker
- Luise Rehling (1896–1964), Politikerin
- Otto Haibach (1897–1999), Kartograph und Markscheidekundler
- Bernhard Wielers (1897–1957), Architekt
- Heinrich Günnewig (1898–1981), Jurist und Politiker
- Siegfried Schug (1898–1961), Politiker
- Josef Schmidt-Diemel (1898–1960), Politiker
- Walter Sethe (1898–1955), Landrat und Stadtdirektor
- Elisabeth Treskow (1898–1992), Goldschmiedin und Kunstprofessorin, Schafferin der Meisterschale des Deutschen Fußball-Bundes
- Kurt Winkhaus (1898–1970), Generalrichter der deutschen Luftwaffe
- Friedrich Alfred Beck (1899–1985), Politiker, Philosoph und Pädagoge
- Heinz Berghaus (1899–1966), Opernsänger und Schauspieler
- Wilhelmine Kaiser (1899–1988), Politikerin
- Walther Gottfried Klucke (1899–1951), Schriftsteller
- Otto Leopold Piclum (1899–1966), Politiker der NS-Zeit, Oberbürgermeister
- Walter Weber (1899–1979), Diplomat
- Hans Fritzsche (1900–1953), Journalist
- Lorenz Loewer (1900–1992), Politiker
- Ernst Riemenschneider (1900–1960), Politiker
- Josef Ries (1900–1933), Buchhändler und Widerstandskämpfer gegen den Nationalsozialismus
- Eduard Rodermund (1900–1959), politischer Aktivist und Wirtschaftsfunktionär
- Karl Winter (1900–1984), Zahnarzt, Verbandspräsident

### 20. Jahrhundert

#### 1901–1910

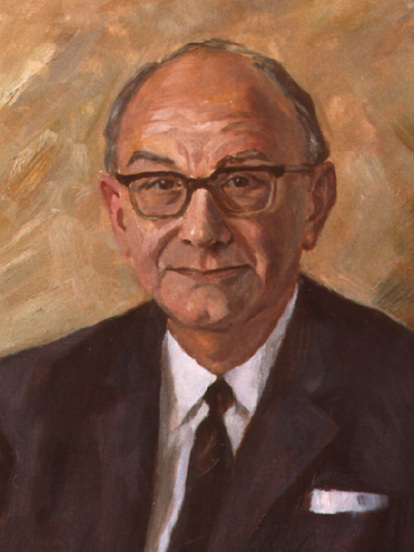
Siegfried Balke (1902–1984), deutscher Chemiker, Ingenieur, Politiker (CSU) und früherer Bundesminister für das Post- und Fernmeldewesen und Bundesminister für Atomfragen.

- Paul Dierichs (1901–1996), Zeitungsverleger und Kunstmäzen
- Martha Gillessen (1901–1945), Widerstandskämpferin gegen den Nationalsozialismus
- Johannes Laumann (1901–1979), Politiker
- Erich Schuth (1901–1977), Wirtschaftsjurist
- Paul Sethe (1901–1967), Publizist und Geisteswissenschaftler
- Siegfried Balke (1902–1984), Politiker
- Hansjakob Gröblinghoff (1902–1983), Schauspieler
- Wilhelm Küper (1902–1957), Landwirt und Agrarpolitiker, SS-Brigadeführer und Militärverwaltungsvizechef im Zweiten Weltkrieg
- Otto Borutta (1903–1984), Fotograf
- Erna Herchenröder (1903–1977), Politikerin
- Walter Küper (1903–1986), Oberbürgermeister von Düren
- Gotthold Ephraim Lessing (1903–1975), Dirigent und Hochschullehrer
- Julius Merz (1903–1945), Politiker
- Karl Oberdisse (1903–2002), Mediziner
- Lotte Palfi-Andor (1903–1991), Schauspielerin und Autorin
- Heinrich Wullenhaupt (1903–1985), Politiker
- Arnold Bender (1904–1978), deutsch-britischer Schriftsteller
- Albert Günther (1904–1980), Politiker
- Albert Ludwig Juncker (1904–1987), Politiker
- Werner Lehmann (1904–1941), Widerstandskämpfer gegen den Nationalsozialismus
- Josef Becker (1905–1996), Politiker
- Fritz Claus (1905–1985), Politiker, Oberbürgermeister von Bochum
- Herbert Eklöh (1905–1978), Unternehmer
- Gerhard Günnewig (1905–1994), Hotelier und Gastronom
- Wilhelm Herbert Koch (1905–1983), Journalist und Schriftsteller
- Emil Sander (1905–1985), Politiker
- Erich Schönewolf (1905–1990), Gewerkschafter und Politiker
- Karl Schulz (1905–1989), Politiker
- Albert Schulze Vellinghausen (1905–1967), Kunstsammler, Kritiker und Buchhändler
- Ernst Käsemann (1906–1998), lutherischer Theologe und Hochschullehrer
- Fritz Katzmann (1906–1957), SS-Funktionär
- Karl Heinrich Knappstein (1906–1989), Journalist, Diplomat und Botschafter Deutschlands in Spanien, bei den Vereinten Nation und in den Vereinigten Staaten
- Ernst Stein (1906–1943), Politiker
- Paul Wipper (1906–1992), Politiker
- Anton Becker (1907–1963), Politiker
- Heinrich Dietrich (1907–1966), Politiker
- Paul Liebert (1907–), Schriftsteller, Journalist, Dirigent und Komponist
- Rudolf Wilhelm Janzen (1907–1991), Neurologe
- Heinrich Kaiser (1907–1976), Physiker und Chemiker
- Josef Kappius (1907–1967), Widerstandskämpfer gegen den Nationalsozialismus und Politiker
- Kurt Kötzsch (1907–1982), Politiker
- Walter Neusel (1907–1964), Schwergewichtsboxer
- Werner Schröder (1907–1985), Zoologe und Paläontologe
- Emil Weber (1907–nach 1975), Unternehmer und Politiker
- Georg Brauer (1908–2001), Chemiker und Hochschulprofessor
- Karl Hell (1908–1999), Architekt
- Ernst Schlensker (1908–1978), Gewerkschafter, sozialdemokratischer Politiker und Regierungspräsident in Arnsberg
- Fritz Schmidt (1908–1983), SS-Führer, Täter des Holocaust
- Wilhelm Dege (1910–1979), Geograf, Geologe und Hochschullehrer
- Karl Kottenhahn (1910–1981), Politiker
- Heinrich Pardon (1910–1968), Politiker
- Fritz Riwotzki (1910–1978), Polizeipräsident von Dortmund
- Maria Rowohlt (1910–2005), Schauspielerin
- Hans Strube (1910–1945), Politiker
- Hans Thiemann (1910–1977), Maler
- Hans Werdehausen (1910–1977), Maler

#### 1911–1920

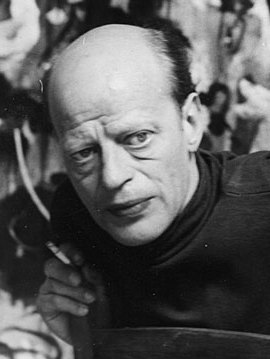
Hans Kaiser (1914–1982), deutscher Künstler, der vor allem durch seine Glaskunst und sein monochromes Spätwerk bekannt wurde.

- Hans-Helmut Dietze (1911–1946), Jurist
- Wilhelm Feige (1911–1969), Politiker (KPD)
- Walter Lohmann (1911–1993), Radrennfahrer
- Franz Schaap (1911–1983), Politiker
- Erich Palmowski (1912–2006), Maler und SS-Kriegsberichtserstatter
- Wilhelm Schlüter (1912–1993), Politiker
- Hermann Zander (1912–1973), Ruderer
- Hans Bornemann (1913–1966), Fußballspieler
- Ignatius Geitel (1913–1985), Maler
- Heinrich Hogrebe (1913–1998), Forstmann und Offizier
- Hans Kirchhoff (1913–1994), Politiker
- August Knippert (1913–1978), Politiker
- Erich Schmidtbochum (1913–1999), Bildhauer
- Heinz Schürmann (1913–1999), deutscher römisch-katholischer Theologe
- Rudolf Fey (1914–1999), Offizier der Wehrmacht
- Friedhelm Halfmeier (1914–1977), Pädagoge und Politiker
- Heinz Hasselberg (1914–1989), Radrennfahrer
- Herbert Hauffe (1914–1997), Politiker
- Hans Kaiser (1914–1982), Künstler
- Gerhard Müller-Schwefe (1914–2010), Anglist und Hochschullehrer
- Friedrich Rische (1914–2007), Politiker
- Karl-Heinz Sonne (1915–1997), Manager
- Franz Schlehofer (1915–2006), Verwaltungsjurist und Politiker der CVP
- Johannes Heinrich Emminghaus (1916–1989), katholischer Theologe
- Frans Griesenbrock (1916–2010), Glasmaler
- Eckhard Hess (1916–1986), US-amerikanischer Psychologe und Ethnologe
- Siegfried Reda (1916–1968), Komponist und Organist
- Hans Joachim Sewering (1916–2010), Internist und ärztlicher Berufspolitiker
- Ulrich Sahm (1917–2005), Diplomat
- Gerhard Trubel (1917–2004), Kirchenmusiker und Komponist
- Heinz Oskar Vetter (1917–1990), Gewerkschafter und Politiker
- Thilo Bode (1918–2014), Journalist
- Claus Holm (1918–1996), Schauspieler
- Hans Albrecht (1919–2008), Politiker
- Heinz Adolfowitsch Braun (1919–unbekannt), sowjetischer Filmschauspieler und Ansager deutscher Herkunft
- Eduard Klinik (1919–1942), polnischer Widerstandskämpfer und Märtyrer
- Karl-Heinz Lünenstraß (1919–1963), Politiker
- Alfred Salomon (1919–2013), Überlebender des Holocaust, Mitbegründer der neuen jüdischen Gemeinde
- Edith Schneider (1919–2012), Schauspielerin und Synchronsprecherin
- Helmut Valentin (1919–2008), Arbeitsmediziner
- Erika Visser (1919–2007), niederländische Malerin
- Theo Aaldering (1920–1979), Gewichtheber aus Wattenscheid
- Anneliese Brost (1920–2010), Verlegerin (WAZ-Mediengruppe) und Mäzenin, Namensgeberin des Musikforums
- Franz Peter Sonntag (1920–1987), römisch-katholischer Geistlicher und Hochschullehrer

#### 1921–1930

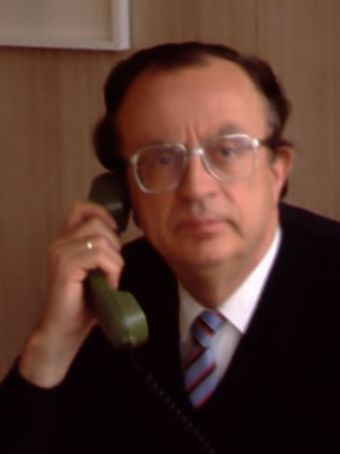
Heinz Kaminski (1921–2002), Chemieingenieur und Weltraumforscher, der 1946 die Sternwarte Bochum gründete.

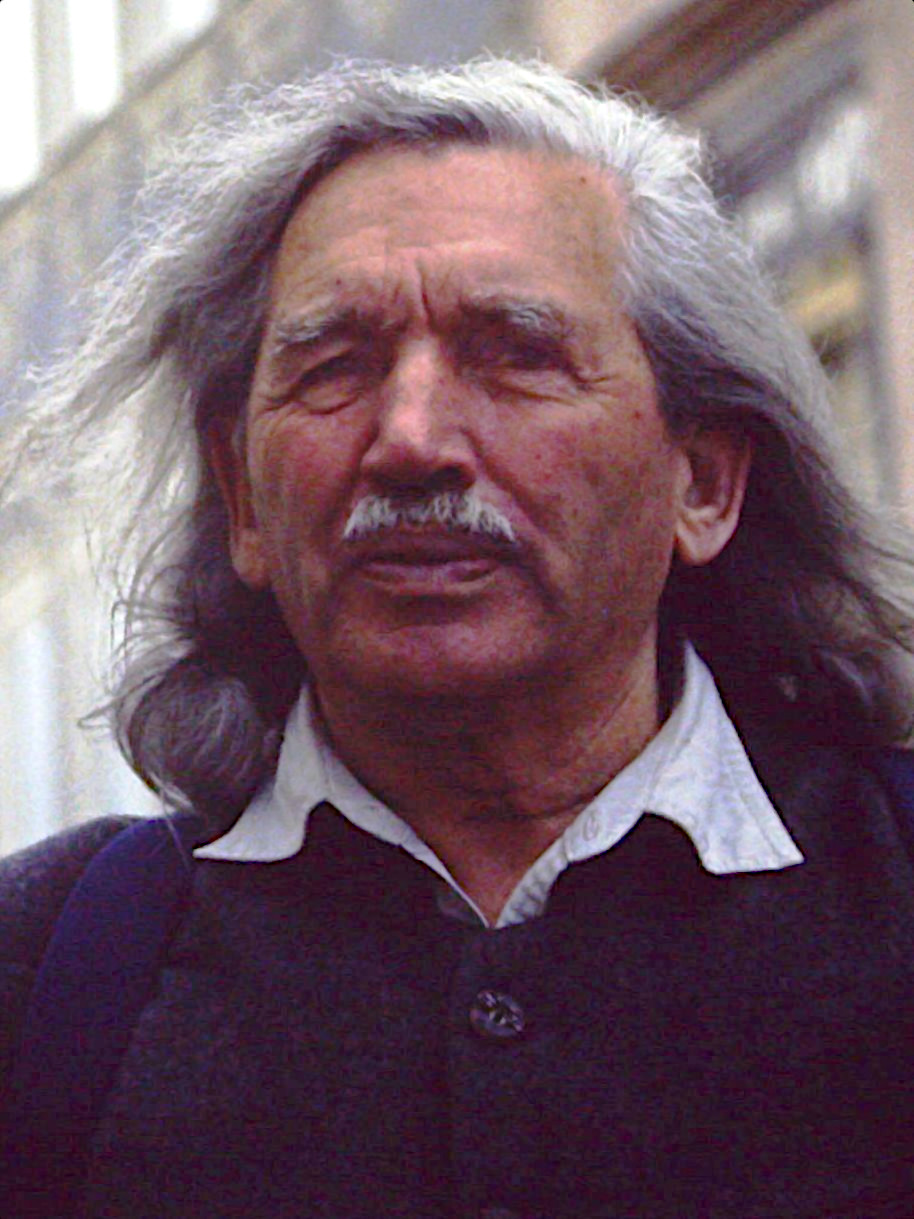
Karl Partsch (1922–2009), Biologe und Umweltschützer, der Anteil daran hatte, dass das Waldsterben als reales Problem erkannt wurde.

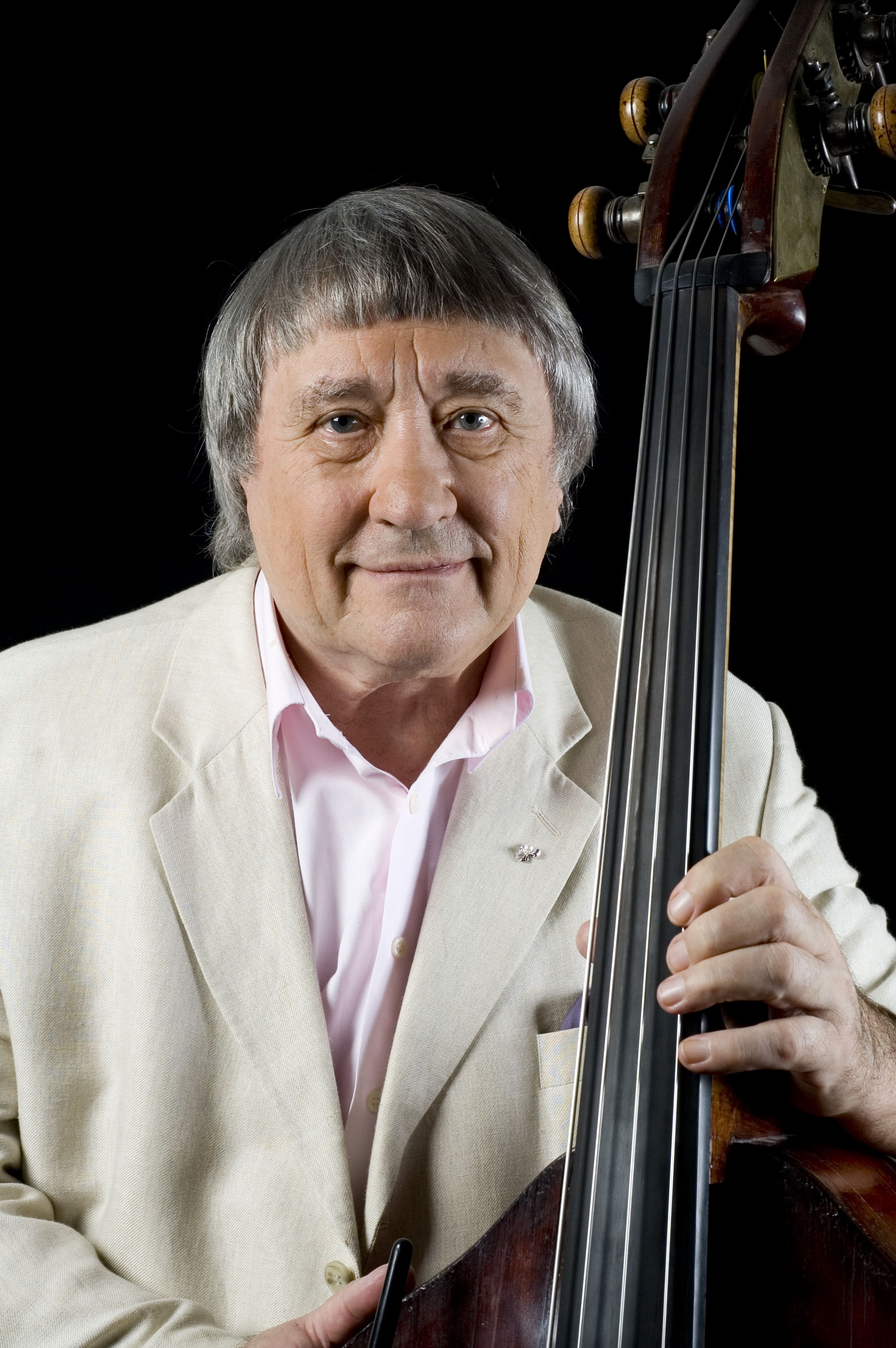
Friedrich Witt (1930–2015), Kontrabassist, der fast vierzig Jahre lang die Kontrabassgruppe der Berliner Philharmoniker als Erster Solokontrabassist anführte.

- Hanna Axmann-Rezzori (1921–2000), Malerin, Schauspielerin und Autorin
- Heinz Kaminski (1921–2002), Chemieingenieur und Weltraumforscher
- Fritz Gratzki (1922–1987), Maler und Konzeptkünstler
- Gershon Kingsley (1922–2019), deutsch-US-amerikanischer Komponist, Schaffer des Liedes Popcorn
- Karl Partsch (1922–2009), Biologe und Umweltschützer
- Hermann Josef Russe (1922–2008), Volkswirt und Politiker
- Günter Schneider (* 1922), Fußballspieler
- Will Williams (1922–2015), deutsch-amerikanischer Filmplakatmaler, Illustrator, Grafiker, Regisseur und Buchautor
- Heinrich Stratmann (1923–2002), Chemiker und Umweltexperte
- Karl-Heinrich Jakob (1924–2012), Funktionär in der Bergbauindustrie
- Peter Scholl-Latour (1924–2014), deutsch-französischer Journalist und Publizist
- Jörg Wehmeier (* 1924), Verlagsleiter und Chefdramaturg
- Heinz Budde (1925–1991), Volkswirt und Politiker
- Joe Buschmann (1925–2015), Jazzmusiker und Gastronom
- Gert Dieckmann (1925–2007), Neurochirurg
- Hermann Fabry junior (* 1925), Dermatologe
- Karl Liedtke (1925–2008), Pädagoge und Politiker
- Hans Matthöfer (1925–2009), Politiker
- Heinrich Müller (1925–2018), Waffenhistoriker
- Rudolf Stephan (1925–2019), Musikwissenschaftler
- Bernhard Vossebein (1925–2021), Tischtennisspieler
- Hugo Wolfram (1925–2015), deutsch-britischer Industriekaufmann und Schriftsteller
- Ottokar Wüst (1925–2011), Unternehmer und Fußball-Funktionär, Präsident des VfL Bochum
- Margret Birkenfeld (1926–2019), Musikerin und Komponistin
- Wolfgang Brüggemann (1926–2014), Pädagoge und Wissenschafts- und Bildungspolitiker
- Alfred Müller-Felsenburg (1926–2007), Lehrer, Lyriker und Schriftsteller
- Günter Nehm (1926–2009), Dichter und Wortspieler
- Rolf Nolting (1926–1995), Architekt und Politiker
- Karl-Heinz Pelser (* 1926), Schauspieler
- Günter Urban (1926–2017), Bauhistoriker und Hochschullehrer
- Hans Hermann Voss (1926–2006), Unternehmer
- Roland H. Wiegenstein (* 1926), freier Publizist und Hörspielregisseur
- Hubert Abel (1927–2018), Mediziner
- Manfred Eigen (1927–2019), Bio- bzw. Physikochemiker, Nobelpreisträger
- Karl Garbe (1927–2019), Journalist, Schriftsteller und Politmanager
- Friedrich Gräsel (1927–2013), Bildhauer
- Günter Rohrmoser (1927–2008), Sozialphilosoph
- Sybil Gräfin Schönfeldt (1927–2022), österreichisch-deutsche Schriftstellerin und Journalistin
- Willi Brokmeier (1928–2024), Opernsänger
- Wilhelm Dreier (1928–1993), katholischer Sozialethiker und Wirtschaftswissenschaftler
- Karlheinz Edelbrock (1928–1998), Politiker
- Gerhard Harpers (1928–2016), Fußballspieler und Trainer
- Dieter Kieselstein (1928–2012), Puppenspieler
- Aloys Klocke (* 1928), Lehrer, Schulleiter (Droste-Hülshoff-Gymnasium Freiburg), Vorsitzender der Bundesvereinigung der Oberstudiendirektoren
- Klaus Rose (1928–2021), Volkswirt
- Hubert Schaffmeister (1928–2012), Glasmaler und Kunstprofessor
- Hans Georg Zambona (* 1928), Komponist, Pianist und Schriftsteller
- Norbert Borgolte (1929–2012), Jurist
- Friedhelm Busse (1929–2008), Anhänger der militanten Neonaziszene in Deutschland
- Philipp Eggers (1929–2016), Erziehungswissenschaftler
- Heinrich Ehring (1929–2018), Modellbauer, Designer, Konstrukteur und bildender Künstler
- Martin Georg Frohberg (* 1929), Ingenieur, ordentlicher Professor für Metallurgie
- Theo Herrmann (1929–2013), Professor
- Hans Korte (1929–2016), Theater- und Filmschauspieler sowie Hörspiel-, Hörbuch- und Synchronsprecher
- Ingrid Mittenzwei (1929–2012), Historikerin
- Herbert Schwirtz (1929–2024), Politiker
- Horst-Dieter Solbrig (1929–1999), Jurist, Generalstaatsanwalt beim OLG Bamberg
- Bernhard Adams (* 1930), Bibliothekar
- Friedhelm Deis (1930–2008), Musiker und Komponist
- Marianne Kesting (1930–2021), Literaturwissenschaftlerin und Komparatistin
- Elisabeth Rechlin (1930–2021), Sportlerin
- Jürgen Ruhfus (1930–2018), Jurist
- Walter J. Schütz (1930–2013), Kommunikationswissenschaftler
- Klaus Schulte (1930–2016), Sprachwissenschaftler und Gehörlosenpädagoge
- Hans Schulze (1930–2023), Schauspieler
- Klemens Stehr (1930–2019), Pädiater
- Friedrich Witt (1930–2015), Kontrabassist

#### 1931–1940
- Dietrich Bartels (1931–1983), Geograph
- Gerhard Bellinger (1931–2020), Theologe und Professor
- Günter Brakelmann (* 1931), evangelischer Theologe
- Winfried Fauser (* 1931), katholischer Theologe und Bibliothekar
- Johannes Hömberg (1931–2021), Musiker, Dirigent, Komponist
- Gábor Kiss (1931–1994), ungarisch-deutscher Soziologe
- Arno Klönne (1931–2015), Soziologe und Politikwissenschaftler
- Heinz Kriwet (1931–2017), Manager der Stahlindustrie
- Charly Neumann (1931–2008), Gastronom
- Heinz Papenhoff (1931–2000), Altphilologe und Gymnasiallehrer
- Hans Martin Pawlowski (1931–2016), Rechtswissenschaftler
- Karl Heinz Luckhardt (1932–2019), Politiker
- Franz-Josef Nocke (* 1932), römisch-katholischer Theologe
- Theodor Josef Seifert (1932–2007), Architekt
- Otto Schily (* 1932), Politiker, Mitbegründer der Grünen, Bundesminister des Innern
- Benno Wolfgang Schmidt (1932–2022), Rekordwanderer
- Friedhelm Simelka (1932–2008), Politiker
- Hans Watzke (1932–2014), Politiker
- Fred Graeve (1933–2020), Schauspieler und Regisseur
- Wilhelm Kurze (1933–2002), Mittelalterhistoriker
- Werner Lüthgen (1933–2017), Tierarzt
- Günther Maritschnigg (1933–2013), Ringer
- Helmut Marmulla (1933–1997), Politiker
- Georg Aigner (1934–2021), Ingenieur und Politiker (SPD)
- Randy Braumann (1934–2020), Journalist
- Reinhard Döhl (1934–2004), Literatur- und Medienwissenschaftler
- Günter Feix (* 1934), Biologe
- Helmut Jagielski (1934–2002), Fußballspieler
- Gisbert Schneider (1934–2018), Kirchenmusiker, Organist und Hochschullehrer
- Paul Gerhard Schoenborn (* 1934), evangelischer Pfarrer
- Hans Georg Vaupel (1934–2024), Bildhauer
- Helmut Wieczorek (1934–2010), Ingenieur, Manager und Politiker
- Werner Altegoer (1935–2013), Fußball-Funktionär
- Elmar Budde (* 1935), Musikwissenschaftler
- Horst A. Fechner (1935–1996), Schauspieler
- Diethelm Hoffmann (1935–2021), Architekt
- Jürgen Sudhoff (* 1935), Jurist und Diplomat
- Jürgen Wedeking (* 1935), Langstreckenläufer
- Wilhelm Beermann (1936–2020), Manager der Energiewirtschaft bei RAG und der Deutschen Steinkohle AG
- Roland Hermann (1936–2020), Opernsänger
- Dieter Hussing (1936–2015), Politiker
- Peter-Jürgen Rau (1936–2022), Politiker
- Erwin Siekmann (1936–2022), Politiker
- Heinz-Alfred Steiner (* 1936), Offizier und Politiker (SPD)
- Werner Stengel (* 1936), Ingenieur
- Gerhard Allroggen (* 1936), Musikwissenschaftler
- Ilse Brusis (* 1937), Politikerin
- Alfred Czarnetzki (1937–2013), Anthropologe
- Werner Koch (* 1937), Maler und Zeichner
- Konrad Schily (* 1937), Arzt und Politiker
- Siegfried Schneider (* 1937), Journalist, Autor und Drehbuchautor
- Uli Maslo (* 1938), Fußballspieler und -trainer
- Jürgen Schmidt (1938–2004), Schauspieler
- Willi Schulz (* 1938), Fußball-Nationalspieler
- Heinrich Volkmann (1938–2014), Sozialhistoriker
- Ulrich Fehl (1939–2019), Wirtschaftswissenschaftler
- Ulrich Irmer (1939–2022), Politiker
- Klaus Rinke (* 1939), Künstler
- Jürgen Strube (* 1939), Manager
- Horst Wupper (* 1939), Elektrotechniker, Hochschullehrer
- Wolfgang Clement (1940–2020), Politiker (SPD), Ministerpräsident von Nordrhein-Westfalen, Bundesminister für Wirtschaft und Arbeit und Manager
- Heinz Giesen (1940–2016), römisch-katholischer Ordenspriester und Theologe
- Heinz Jansen (1940–2018), Politiker
- Martin Kayenburg (* 1940), Politiker
- Jürgen Schwarz (* 1940), Gymnasiallehrer und Schulbuch-Autor
- Wilhelm Sturm (1940–1996), Fußballspieler
- A. D. Trantenroth (1940–2019), Bildhauer, Objektkünstler und Zeichner

#### 1941–1950
- Walter Drenseck (1941–2011), Steuerrechtler und Bundesrichter
- Eugen Hahn (1941–2020), Musiker
- Rolf Monheim (* 1941), Geograph und Stadtplaner
- Knud Nierhaus (1941–2016), Biochemiker
- Friedhelm Prayon (* 1941), Etruskologe
- Gerhard Tulodziecki (* 1941), Hochschullehrer
- Ulrich Cegla (* 1942), Mediziner und Universitätsprofessor
- Werner Ipta (1942–2019), Fußballspieler
- Monika Unferferth (* 1942), Fernsehmoderatorin, Regisseurin und Modeschöpferin
- Dieter Zurwehme (1942–2020), Serienmörder
- Inge Baecker (1943–2021), Galeristin und Kuratorin
- Diethelm Koch (1943–2008), Bildhauer und Hochschullehrer
- Klaus Lippold (* 1943), Politiker
- Michael Pohl (* 1943), Hochschullehrer für Werkstoffprüfung
- Heinz Wirtz (* 1943), Politiker
- Klaus Hilpert (1944–2014), Fußballtrainer und -manager
- Klaus-Jürgen Tillmann (* 1944), Erziehungswissenschaftler
- Annemarie Gethmann-Siefert (* 1945), Philosophin, Hochschullehrerin
- Elke Talhorst (* 1945), Politikerin
- Dieter Versen (1945–2025), Fußballspieler
- Frank Wunsch (* 1945), Jazzpianist
- Klaus Hasenfratz (* 1946), Politiker
- Falk-Ingo Klee (* 1946), Schriftsteller
- Carl Krasberg (1946–2024), bildender Künstler
- Eberhard Figgemeier (1947–2020), Sport-Redakteur
- Michael Gerdts (1947–2023), Diplomat
- Gerhard Charles Rump (1947–2020), Kunsthistoriker, Kurator und Galerist
- Reinhard Bottländer (* 1948), Schriftsteller
- Hans-Jürgen Bradler (* 1948), Fußballspieler
- Manfred Günther (* 1948), Sozialarbeitswissenschaftler
- Otto Happel (* 1948), Unternehmer
- Norbert Lammert (* 1948), Politiker, Präsident des Bundestages
- Reiner Lehberger (* 1948), Erziehungswissenschaftler
- Horst Schiereck (* 1948), Politiker
- Werner Schmitz (* 1948), Journalist und Schriftsteller
- Hans-Ludwig Günther (* 1949), Jurist und Hochschullehrer
- Elmar Weiler (* 1949), Professor und Rektor
- Manfred Behrendt (* 1950), Fußballtorhüter
- Matthias Brandes (* 1950), Maler
- Ute Dreckmann (* 1950), Politikerin
- Uwe Franke (* 1950), Filmproduzent
- Hubert Koch (* 1950), Verkehrspädagoge und Unternehmensberater
- Ruth Lamsbach (* 1950), Behindertensportlerin
- Wolf-Dieter Langheld (* 1950), Bundeswehrgeneral
- Dieter Salzmann (* 1950), klassischer Archäologe
- Dieter Steinmann (* 1950), Sprinter, Olympiateilnehmer

#### 1951–1960
- Willy Buschak (* 1951), Gewerkschafter und Historiker
- Lieselore Cyrus (* 1951), Diplomatin
- Michael Glasmeier (* 1951), Hochschullehrer, Publizist und Kurator
- Michael Jansen (* 1951), Künstler und Komponist
- Hans-Jürgen Köper (* 1951), Fußballspieler und Unternehmer
- Helmut Pabst (* 1951), Fußballtorhüter und Trainer
- Heinz Rethage (* 1951), Bauingenieur und Manager
- Dieter Bachmann (* 1952), Lehrer, Bildhauer, Autor und Liedermacher
- Heinz-Josef Koitka (* 1952), ehemaliger Fußball-Bundesliga-Torhüter und Trainer
- Annegret Kroniger (* 1952), Leichtathletin
- Regine Schneider (* 1952), Journalistin und Autorin
- Peter Weckmann (* 1952), Politiker
- Wolfgang Welt (1952–2016), Schriftsteller
- Andreas Bee (* 1953), Kunsthistoriker, Kurator und Professor
- Birgit Fischer (* 1953), Politikerin
- Siegfried Martsch (1953–2022), Politiker
- Peter-Paul Manzel (* 1953), Naturwissenschaftler und Buchautor
- Jürgen Pomorin (* 1953), Journalist und Drehbuchautor
- Micheline Rampe (* 1953), Autorin, und Heilpraktikerin
- Uwe Vorkötter (* 1953), Journalist
- Peter Pieper (* 1953), forensischer Archäologe
- Friedhelm Beyersdorf (* 1954), Chirurg und Hochschullehrer
- Hermann Gerland (* 1954), Fußballspieler und -trainer
- Dieter Naskrent (* 1954), Generalleutnant der Luftwaffe der Bundeswehr
- Lothar Nikolaiczuk (* 1954), Schachspieler und Autor
- Jochen Schroeder (* 1954), Schauspieler, Sänger und Intendant
- Peter Seewald (* 1954), Journalist und Autor
- Christian Wulffen (* 1954), Künstler
- Thomas Wulffen (1954–2023), Kunstkritiker, Journalist und Kurator
- Fritz Eckenga (* 1955), Kabarettist
- Beate Fieseler (* 1955), Osteuropahistorikerin
- Sabine Funke (* 1955), Malerin
- Eberhard von Hodenberg (* 1955), Mediziner
- Frank Gerhard Königs (1955–2019), Romanist und Hochschullehrer
- Annegret Krischok (* 1955), Politikerin
- Stefan Micheel (* 1955), Künstler
- Hans Werner Olm (* 1955), Kabarettist, Schauspieler, Sänger und Synchronsprecher
- Gabriele Potthast (* 1955), Politikerin
- Ulrike Schanko (* 1955), Theaterleiterin, Dramaturgin, Übersetzerin und Autorin
- Nicole Bickhoff (* 1956), Archivarin
- Frank Döhmann (* 1956), Filmproduzent und Filmschaffender
- Thomas Drebusch (* 1956), Kommunikationsdesigner, Fotograf und Kunsthistoriker
- Georg Gräwe (* 1956), Komponist
- Uli Möller (* 1956), Regisseur und Drehbuchautor
- Thomas Ruhl (* 1956), Autor, Fotograf und Verleger
- Jürgen Schmidt (* 1956), römisch-katholischer Priester
- Axel Vogel (* 1956), Politiker
- Gerhard Bolaender (* 1957), Schriftsteller
- Gregor Borg (* 1957), Petrologe
- Peer Boysen (* 1957), Regisseur und Bühnenbildner
- Andreas Heege (* 1957), Archäologe
- Christoph Konrad (* 1957), Politiker
- Christine Lang (* 1957), Mikrobiologin, Hochschullehrerin und Unternehmerin
- Annemarie Sylvia Meier (* 1957), Schauspielerin
- Dietrich Monstadt (* 1957), Politiker
- Harald Rein (* 1957), Theologe
- Enno Aufderheide (* 1958), Biologe und Wissenschaftsmanager
- Martin Ballendat (* 1958), deutsch-österreichischer Produktentwickler und Designer
- Johannes Brachtendorf (* 1958), Philosoph
- Dirk Glaser (* 1958), Journalist
- Christiane Gohl (* 1958), Autorin
- Iris Hauth (* 1958), Psychiaterin, Psychotherapeutin, Klinikdirektorin
- Bernd Schmidt (* 1958), Bühnen- und Medienverleger und Übersetzer
- Stephan Paul Schneider (* 1958), Maler und Künstler
- Hendrik Schulte (* 1958), Bauingenieur und politischer Beamter
- Frank Schulz-Nieswandt (* 1958), Sozialwissenschaftler
- Klaus Simmering (1958–2004), Wissenschaftsjournalist und Filmproduzent
- Renate Sommer (* 1958), Politikerin
- Ute Thimm (* 1958), Leichtathletin
- Jürgen Wiersch (1958–2014), Schriftsteller, Schauspieler und Pädagoge
- Matthias Anthuber (* 1959), Handballspieler; Chirurg und Hochschullehrer
- Gerd Brachmann (* 1959), Unternehmer
- Gabriele Dönig-Poppensieker (* 1959), Politikerin
- Christian Maria Goebel (* 1959), Schauspieler
- Katrin Trost (* 1959), Politikerin
- Uli Auffermann (* 1960), Schriftsteller, Fotograf und Journalist
- Mechtild Böger (* 1960), bildende Künstlerin
- Martin Büsing (* 1960), Arzt, Chirurg und Hochschullehrer
- Martin Endreß (* 1960), Soziologe
- Michael Hagner (* 1960), Mediziner und Wissenschaftshistoriker
- Andreas Jurgeleit (* 1960), Jurist, Richter am Bundesgerichtshof
- Joachim Lang (* 1960), Feinmechaniker, Ingenieur und  Unternehmer
- Axel Rudi Pell (* 1960), Musiker
- Birgit Sippel (* 1960), Politikerin
- Dirk Sondermann (* 1960), Autor und Theologe

#### 1961–1970
- Wolf Codera (* 1961), Saxophonist und Klarinettist
- Christoph Kampmann (* 1961), Historiker
- Hans-Jürgen Lange (* 1961), Sozialwissenschaftler, Hochschulpräsident
- Thomas Welskopp (1961–2021), Professor für Geschichte Uni Bielefeld
- Frank Benatelli (* 1962), Fußballspieler
- Florian Gothe (* 1962), Fußballspieler und -Funktionär
- Carmen Kaminsky (* 1962), Professorin, Philosophin und Autorin
- Lars Konieczny (* 1962), Kognitionswissenschaftler
- Gabriele Luczak-Schwarz (* 1962), Kommunalpolitikerin (CDU)
- Ingo Naujoks (* 1962), Schauspieler
- Milena Preradovic (* 1962), Journalistin und Moderatorin
- Dirk Salz (* 1962), Künstler
- Michael Stein (* 1962), Journalist
- Andy Woerz (* 1962), österreichischer Sänger und Schauspieler
- Anja Brünglinghaus (* 1963), Schauspielerin
- Thomas Hermanns (* 1963), Moderator, Comedian und Regisseur
- Werner Karle (1963–2002), Schauspieler
- Michael Kühn (* 1963), Fußballspieler
- Bernd Kriegesmann (* 1963), Wirtschaftswissenschaftler und Präsident der Westfälischen Hochschule Gelsenkirchen
- Sabine Nötzel (* 1963), Schauspielerin und Regisseurin
- Gundula Rapsch (1963–2011), Theater- und Filmschauspielerin
- Martina Stangel-Meseke (* 1963), Psychologin
- Alexandra Thein (* 1963), Juristin und Politikerin
- Claus Volkenandt (* 1963), Kunsthistoriker
- Thomas Hecken (* 1964), Literatur- und Kulturwissenschaftler, Hochschullehrer
- Rainer Kampmann (* 1964), Medienmanager, Deutschlandradio
- Theo Pointner (* 1964), Schriftsteller
- Martin Seidler (* 1964), Hörfunk- und Fernsehmoderator
- Stefan Willeke (* 1964), Journalist
- Boris Zernikow (* 1964), Kinder- und Jugendarzt sowie Hochschullehrer
- Dirk Bremser (* 1965), Fußballspieler und Trainer
- Peter Burtz (* 1965), Musikproduzent, Autor und Journalist
- Christian Haardt (* 1965), Jurist und Politiker
- Frank Heinemann (* 1965), Fußballspieler und -trainer
- Thomas Köner (* 1965), Musiker und Multimediakünstler
- Detlef Lins (* 1965), Bürgermeister von Sundern
- Joachim Sanden (1965–2017), Jurist
- Thomas „Harry“ Weinkauf (* 1965), Polizeioberkommissar
- Bernhard Zünkeler (* 1965), Künstler und Kurator
- Anja Butschkau (* 1966), Sozialarbeiterin und Politikerin (SPD)
- Frank Goosen (* 1966), Kabarettist und Romanautor
- Christoph Kammertöns (* 1966), Musikwissenschaftler
- Andreas Müller (* 1966), evangelischer Theologe und Hochschullehrer
- Michael Pattmann (* 1966), Schlagzeuger und Musikpädagoge
- Britta Steilmann (* 1966), Fußballmanagerin und Unternehmerin
- Frank Wickermann (1966–2020), Schauspieler und Regisseur
- Axel Wieandt (* 1966), Bankmanager
- Michael Fietz (* 1967), Langstreckenläufer
- Martin Husmann (* 1967), TV- und Filmproduzent
- Hilmar Klute (* 1967), Journalist und Schriftsteller
- Matthias Konradt (* 1967), Theologe und Hochschullehrer
- Kerstin Pohl (* 1967), Politikdidaktikerin, Hochschullehrerin
- Martin Schwab (* 1967), Jurist und Politiker
- Stefan Zeyen (* 1967), Brigadegeneral des Heeres der Bundeswehr
- Dirk Bastert (* 1968), Tänzer
- Helmut Sanftenschneider (* 1968), Comedian, Musiker und Moderator
- Hennes Bender (* 1968), Comedian, Synchronsprecher und Schauspieler
- Jeff Cascaro (* 1968), Jazz- und Soulsänger und Trompeter
- Wieland Harms (* 1968), Gitarrist, Komponist und Autor
- Michael Härle (* 1968), Schauspieler
- Michael Laricchia (* 1968), Schauspieler
- Kai Laufen (* 1968), Redakteur und Featureautor
- Thorsten Legat (* 1968), Fußballspieler
- Stefan Kornatz (* 1968), Autor und Regisseur
- Anne Röthel (* 1968), Rechtswissenschaftlerin
- Helmut Sanftenschneider (* 1968), Comedian, Musiker und Moderator
- Henrik Schaefer (* 1968), Dirigent
- Fabian Scheidler (* 1968), Autor und Dramaturg
- Nicole Glocke (* 1969), Schriftstellerin
- Thorsten Klüner (* 1969), Chemiker
- Katharina Landfester (* 1969), Chemikerin, Direktorin am Max-Planck-Institut für Polymerforschung in Mainz
- Monika Lüke (* 1969), Völkerrechtlerin
- Christoph Möllers (* 1969), Rechtswissenschaftler
- Nils Oskamp (* 1969), Grafikdesigner, Illustrator, Trickfilmer, Comiczeichner und Aktivist
- Gregor Schnittker (* 1969), Fernsehmoderator und Autor
- Ninon Bohm (* 1970), Schauspielerin und Unternehmerin
- Juliane Caspar (* 1970), Gastronomiejournalistin
- Michael Hoffmann (* 1970), Schachspieler
- Per-Anders Kurenbach (* 1970), Keyboarder und Komponist
- Caroline Meller-Hannich (* 1970), Juristin und Hochschullehrerin
- Jutta Niemann (* 1970), Politikerin (Bündnis 90/Die Grünen)
- Sebastian Orlac (* 1970), Regisseur, Autor und Konzeptkünstler
- Karsten Riedel (* 1970), Sänger, Musiker, Produzent und Komponist
- Malte Schaefer (* 1970), Solobratscher und Sänger
- Mark Warnecke (* 1970), Schwimmer

#### 1971–1980
- Andrea Busche (* 1971), Politikerin (SPD)
- Thorsten Dietz (* 1971), evangelischer Theologe und Hochschullehrer
- Jens Koch (* 1971), Jurist und Hochschullehrer
- Kathrin Schlass (* 1971), Journalistin und Moderatorin
- Stephanie Schmidt (* 1971), Journalistin und Moderatorin
- Klaus Schräder-Grau (* 1971), Journalist und Hörfunkmoderator
- Canan Büyrü (* 1972), Journalistin und Moderatorin
- Michael Galla (1972–2011), Rapper
- Gérard Guse (* 1972), Jazzmusiker
- Ygal Gleim (* 1972), Schauspieler und Filmemacher
- Manuel Loos (* 1972), Schauspieler und Musiker
- Kai Niggemann (* 1972), Komponist, Produzent und Sounddesigner
- Bastian Pastewka (* 1972), Schauspieler und Komödiant
- Henning Sußebach (* 1972), Journalist
- Henning Vogt (* 1972), Schauspieler
- Mark Waschke (* 1972), Fernseh-, Kino- und Theaterschauspieler
- Marc Weber (* 1972), Ruderer
- Martin Clauss (* 1973), Mittelalterhistoriker
- Christian Göbel (* 1973), Philosoph und Hochschullehrer
- Olaf Kühne (* 1973), Geograph und Hochschullehrer
- Laura Lechner (* 1973), Künstlerin
- Inken Schmidt-Voges (* 1973), Historikerin und Hochschullehrerin
- Daniel Friedrich Sturm (* 1973), Journalist
- William Wahl (* 1973), Liedermacher, Sänger und Autor
- Fernand Hörner (* 1974), Medienwissenschaftler, Hochschullehrer
- Katja Kulin (* 1974), Autorin
- Philipp Magalski (* 1974), Politiker (Piratenpartei)
- Jan F. Orth (* 1974), Jurist, Richter und Fachautor
- Julia Schöning (* 1974), Journalistin und Fernsehmoderatorin
- Jana Becker (* 1975), Schauspielerin
- Roberta Bieling (* 1975), Journalistin und Fernsehmoderatorin
- Martin Brand (* 1975), bildender Künstler
- Patrick Joswig (* 1975), Schauspieler und Autor
- Christian Maly (* 1975), Fußballtorwart
- Ben Redelings (* 1975), Autor und Filmemacher
- Tanja Schulte (* 1975), Fußballspielerin und Trainerin
- Martin Buchholz (* 1976), Science-Slammer
- Michael Wurst (* 1975), Sänger
- Nina Englich (* 1976), Ringerin
- Michael Helber (* 1970), Badmintonspieler
- Christoph Kühnemund (* 1976), Baseballspieler
- Kai Michalke (* 1976), Fußballspieler
- Eva Mona Rodekirchen (* 1976), Sängerin und Schauspielerin
- Mike Terranova (* 1976), Fußballspieler und -trainer
- Jan Rupp (* 1977), Anglist
- Dominik Susteck (* 1977), Organist und Komponist
- Sara Berger (* 1978), Historikerin
- Benjamin Hessler (* 1978), Drehbuchautor
- Fabian Kondziolka (* 1978), Schauspieler und Moderator
- Dirk Schatz (* 1978), Politiker
- Jana Scheerer (* 1978), Journalistin und Schriftstellerin
- Claus Cremer (* 1979), Politiker und rechtsextremer Aktivist
- Robert Finger (* 1979), Arzt für Augenheilkunde und Hochschullehrer
- Tobias Nath (* 1979), Schauspieler und Synchronsprecher
- Michael Stuckmann (* 1979), Fußballspieler
- Nicolai Hannig (* 1980), Historiker
- Sebastian Stielke (* 1980), Schauspieler
- Jill Vernekohl (* 1980), Eiskunstläuferin

#### 1981–1990
- Tommy Finke (* 1981), Sänger und Songwriter
- Sina-Maria Gerhardt (* 1981), Theater- und Filmschauspielerin
- Timo Grubing (* 1981), Illustrator und Comiczeichner
- Hiram Kümper (* 1981), Historiker
- Vanessa Ossa (* 1981), Medienwissenschaftlerin
- Katrin Taylor (* 1981), Musicaldarstellerin
- Hannes Wolf (* 1981), Fußballtrainer
- Kristina Ziemer-Falke (* 1981), Hundetrainerin, Fachutorin
- Tobias Güttner (* 1982), Eishockeytorhüter
- Kathy Krause (* 1982), deutsch-amerikanische Musical-Darstellerin
- Enno Lenze (* 1982), Museumsdirektor, Buchautor, Journalist und Kriegsberichterstatter
- Laura Marie Schons (* 1982), Wirtschaftswissenschaftlerin, Universitätsprofessorin
- René Dawn-Claude (* 1983), Synchronsprecher und Schauspieler
- Annina Hellenthal (* 1983), Schauspielerin
- Anne Müller (* 1983), Handballspielerin
- Boris Konrad (* 1984), Neurowissenschaftler, Physiker und Autor
- Yuki Stalph (* 1984), Fußballspieler
- Stephan Breuing (* 1985), Kanute
- Konstanze von Gutzeit (* 1985), Cellistin
- Mirja Kothe (* 1985), Fußballspielerin
- Annike Krahn (* 1985), Fußballspielerin
- Marvin Matip (* 1985), Fußballspieler
- Ersan Tekkan (* 1985), Fußballspieler
- Niko Bungert (* 1986), Fußballspieler
- Lukas Kampa (* 1986), Volleyballspieler
- Malte Mohr (* 1986), Leichtathlet
- Marc Philipp (* 1986), Schauspieler, Synchronsprecher und Moderator
- Ines Marie Westernströer (* 1986), Schauspielerin
- Johanna von Gutzeit (* 1987), Schauspielerin und Synchronsprecherin
- Mara Minjoli (* 1987), Sängerin
- Tim Sandtler (* 1987), Autorennfahrer
- Helena Steinhaus (* 1987), Sozialaktivistin und Autorin
- Felix Bastians (* 1988), Fußballspieler
- Dominik Buch (* 1988), Schauspieler und Musiker
- Maike Elena Schmidt (* 1988), Schauspielerin
- Christopher Czech (* 1989), Kanute
- Damir Avdic (* 1990), Schauspieler
- Matthias Ostrzolek (* 1990), Fußballspieler
- Nora Quest (* 1990), Schauspielerin
- Marc Rzatkowski (* 1990), Fußballspieler

#### 1991–2000
- Joel Matip (* 1991), Fußballspieler
- Benjamin Proyer (* 1991), Eishockeyspieler
- Tobias Cremer (* 1992), Politiker (SPD)
- Daniel Heuer Fernandes (* 1992), Fußballspieler
- Darja Mahotkin (* 1992), Schauspielerin
- Cebio Soukou (* 1992), Fußballspieler
- Till Gloger (* 1993), Basketballspieler
- Maurice Huke (* 1993), Leichtathlet
- Kyra Malinowski (* 1993), Fußballspielerin
- Ron Berlinski (* 1994), Fußballspieler
- Katharina Leiding (* 1994), Fußballspielerin
- AriBeatz (* 1995), Musikproduzent
- Valentin Baus (* 1995), Para-Tischtennisspieler
- Arnold Budimbu (* 1995), Fußballspieler
- Leon Goretzka (* 1995), Fußballspieler
- Julian Jasinski (* 1996), Basketballspieler
- Gino Fechner (* 1997), Fußballspieler
- Mohammed Harkous (* 1997), deutsch-libanesischer E-Sportler
- Leonard Sanftenschneider (* 1997), Drehbuchautor und Filmregisseur
- Lirim Zendeli (* 1999), Automobilrennfahrer

### 21. Jahrhundert
- Noemi Peschel (* 2001), Rhythmische Sportgymnastin
- Kim Sindermann (* 2001), Fußballspielerin
- Luca Unbehaun (* 2001), Fußballtorhüter
- Julian Hettwer (* 2003), Fußballspieler
- Tim Oermann (* 2003), Fußballspieler
- Klara Bleyer (* 2004), Synchronschwimmerin

## Bekannte Einwohner Bochums
Chronologische Übersicht von Personen, die in Bochum gelebt und gewirkt haben, jedoch nicht dort geboren wurden:

### 19. Jahrhundert und früher

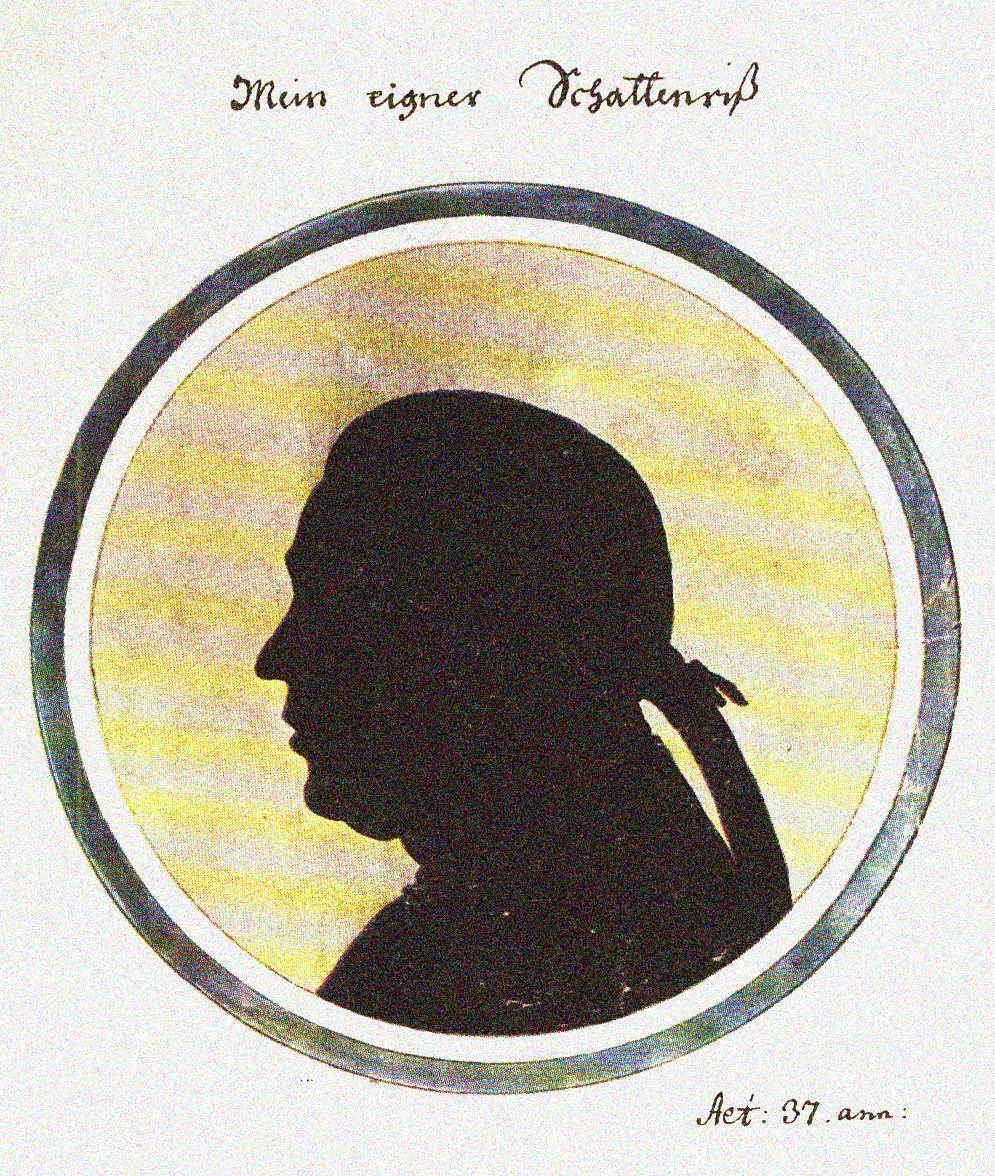
Carl Arnold Kortum (1745–1824), deutscher Arzt und Schriftsteller.

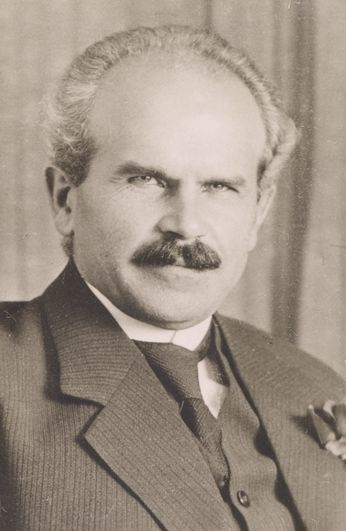
Wilhelm Löbbe (1890–1950), Konstrukteur, Erfinder und Manager in der Maschinenbau-Industrie.

- Carl Arnold Kortum (1745–1824), Arzt und Schriftsteller
- Johann Daniel Tewaag (1754–1823), evangelischer Geistlicher, Rektor und Autor
- Eduard Kühne (1810–1883), Unternehmer, Mitbegründer der Firma Mayer & Kühne, später Bochumer Verein
- Jacob Mayer (1813–1875), Stahlfabrikant und Erfinder der modernen Stahlformguss, Mitbegründer der Firma Mayer & Kühne, später Bochumer Verein
- Johann Joachim Schlegel (1821–1890), Bierbrauer, Gründer der Schlegel Brauerei AG
- Louis Baare (1821–1897), Kaufmann und Manager, Generaldirektor des Bochumer Verein
- Wilhelm Seippel (1832–1906), Grubenlampenproduzent
- Carl Friedrich Koepe (1835–1922), Konstrukteur, Pionier der Fördertechnik im Bergbau („Koepescheibe“)
- Heinrich Köhler (Unternehmer) (1836–1907), Ingenieur und Unternehmer
- Richard Prüfer (1836–1878), Bürgermeister Bochums von 1874 bis 1876
- Carlos Otto (1838–1897), Chemiker (Schüler Liebigs) und Unternehmensgründer, bedeutender Entwickler im Kokereiwesen
- Franz Darpe (1842–1911), Gymnasialprofessor am Gymnasium Ostring, bedeutendster Chronist der Stadt Bochum
- Hermann Bluth (18??–1928), Architekt und kommunaler Baubeamter
- Heinrich Kämpchen (1847–1912), Bergmann und Arbeiterdichter
- Friedrich Beneke (1853–1901),  Gymnasiallehrer
- Hugo Wilhelm von Waldthausen (1853–1931), Industrieller
- Franz Gröppel (1856–1923), Unternehmer
- Paul Küppers (1858–1936), Chefredakteur des Märkischen Sprecher, Lokalhistoriker
- Wilhelm Busch (1861–1929), Instrumentenbauer
- Terka Csillag (1867–1943), Schauspielerin, langjährig am Bochumer Schauspielhaus, NS-Opfer, für sie wurde in Bochum 2004 der erste Stolperstein verlegt
- Fritz Husemann (1873–1935), Gewerkschafter, Vorsitzender des Verbandes der Bergbauindustriearbeiter, Mitglied des Reichstages, NS-Opfer
- Franz Pokorny (1874–1923), Politiker, Mitglied der Weimarer Nationalversammlung 1919/20
- Anton Gilsing (1875–1946), Politiker, Mitglied der Weimarer Nationalversammlung 1919/20, Stadtverordneter, zweiter Bürgermeister
- Heinrich Winter (1875–1959), Chemiker
- August Winnefeld (1877–1947), Gewerkschafter, Mitglied der Weimarer Nationalversammlung 1919/20 sowie des Reichstages von 1920 bis 1933 (mit Unterbrechung)
- Arthur Böhme (1878–1962), Mediziner
- Karl Elkart (1880–1959), Architekt/Stadtplaner, 1912–1918 Stadtbaumeister in Bochum
- Walter Borbet (1881–1942), Ingenieur und Manager
- Karl Gröppel (1883–1967), Unternehmer und Kunstsammler, Gründer der heutigen Sammlung im Museum Ostwall
- Aloys Heuvers (1888–1967), Maschinenbau-Ingenieur, langjährige Betriebsdirektor des Bochumer Vereins
- Else Hirsch (1889–1943), jüdische Lehrerin, organisierte in der NS-Zeit Kindertransporte nach England
- Wilhelm Löbbe (1890–1950), deutscher Konstrukteur, Erfinder und Manager
- Karl Springer (1895–1936), lokal führender kommunistischer Politiker, Widerstandskämpfer, NS-Opfer
- Alfred Jurke (1899–1942), Widerstandskämpfer gegen den Nationalsozialismus

### 20. Jahrhundert

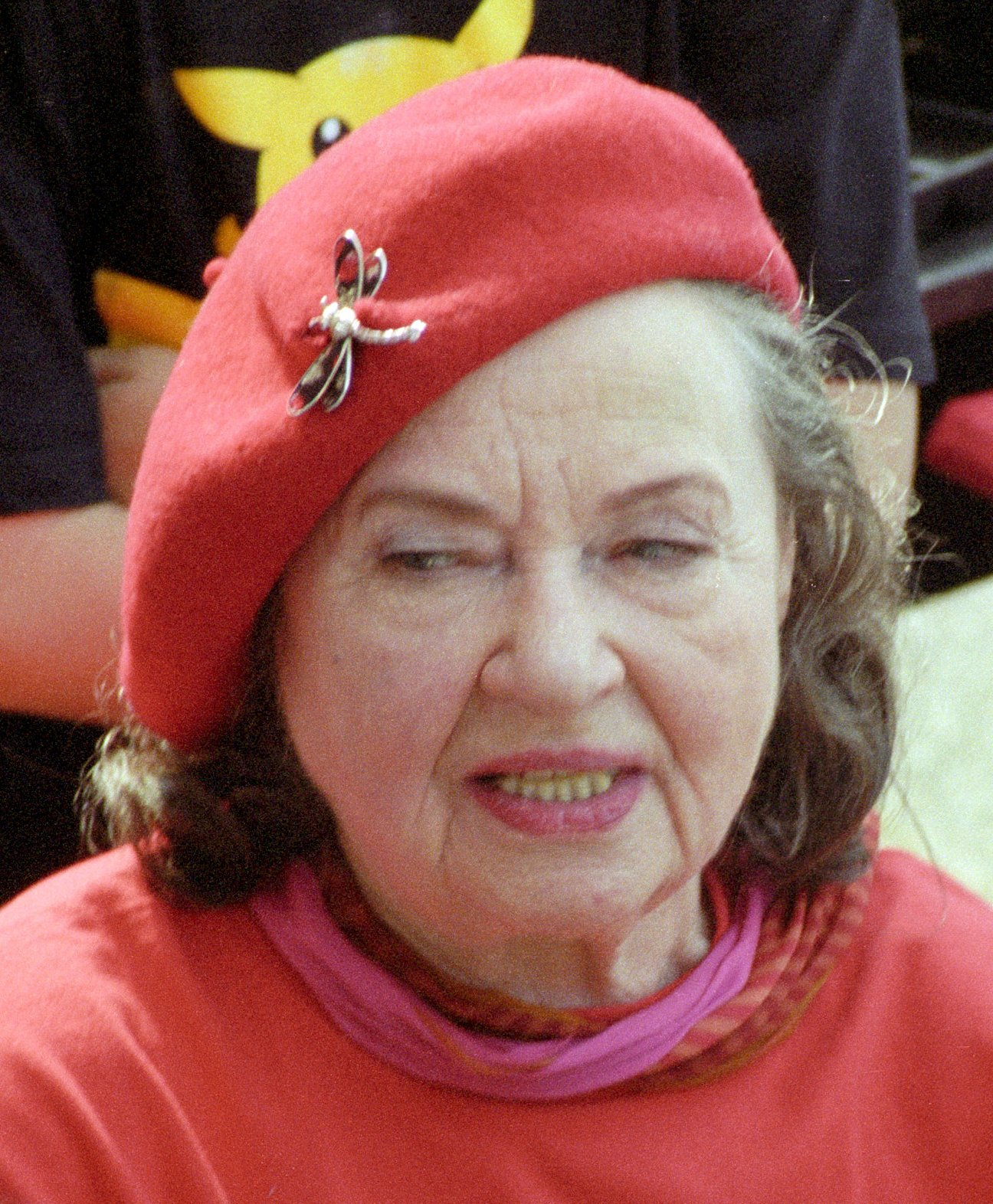
Tana Schanzara (1925–2008), Schauspielerin

- Paul van Elsen (1901–1988), Reiseunternehmer
- Richard Sprick (1901–1968), Künstler, von 1927 bis 1943 Kunsterzieher an der Goethe-Schule
- Erich Mendel (1902–1988), letzter Kantor der jüdischen Alt-Gemeinde, bedeutender Sammler synagogaler Musik
- Fritz Heinemann (1903–1975), SPD-Politiker, Oberbürgermeister der Stadt Bochum
- Ferdinand Keilmann (1907–1979), von 1950 bis 1972 Architekt im Hochbauamt
- Erich Domaschk (1908–1974), Offizier der Wehrmacht im Zweiten Weltkrieg und Mitbegründer des Bundes Deutscher Offiziere (BDO)
- Josef Hermann Dufhues (1908–1971), CDU-Innenminister von Nordrhein-Westfalen, Jurist in Bochum
- Clemens Massenberg (1909–1954), Bauingenieur, prägte als Baudezernent den städtischen Wiederaufbau nach dem Zweiten Weltkrieg
- Luise Hoffmann (1910–1935), Fliegerin, erste Frau, die als Einfliegerin und Vorführpilotin angestellt wurde
- Liselotte Rauner (1920–2005), Schriftstellerin, Mitgründerin der Rauner-Stiftung
- Roman Reiser (1920–2023), Architekt, Erbauer zahlreich markanter Hochbauten im Bochumer Stadtbild
- Hans-Günther Bierwirth (1922–1998), Architekt, Baubeamter und Erbauer der Ruhr-Universität Bochum
- Klaus Schwarzkopf (1922–1991), Schauspieler und Synchronsprecher
- Rudolf Vierhaus (1922–2011), Historiker und Professor an der Ruhr-Universität Bochum
- Hans-Jürgen Schlieker (1924–2004), Hochschullehrer, Maler und Grafiker, Künstler des Informel
- Max Imdahl (1925–1988), Kunsthistoriker, erster Lehrstuhlinhaber für Kunstgeschichte an der Ruhr-Universität Bochum
- Fritz Eduard Müller (1925–2020), Mediziner
- Tana Schanzara (1925–2008), langjährige Schauspielerin am Bochumer Schauspielhaus, Denkmal vor dem Schauspielhaus
- Rolf Abrahamsohn (1925–2021), Überlebender mehrerer KZ-Lager, unter anderem dem Außenlager Brüllstraße, Mitglied der jüdischen Gemeinde, Zeitzeuge
- Peter Zadek (1926–2009), Regisseur und früherer Theaterintendant am Schauspielhaus Bochum
- Dieter Kieselstein (1928–2012), Puppenspieler
- Ursula Schafmeister (1928–1997), Theologin, erste Pastorin von Bochum
- Klaus Steilmann (1929–2009), Textilunternehmer in Wattenscheid
- Kurt Biedenkopf (1930–2021), Politiker, 1967–1969 Rektor der Ruhr-Uni
- Hans Mommsen (1930–2015), Historiker
- Helmut Schnelle (1932–2015), Professor für Linguistik, von 1976 bis 1997 Professor für Allgemeine Sprachwissenschaft an der Ruhr-Universität Bochum
- Kuno Gonschior (1935–2010), Maler und Hochschullehrer
- Friedrich Grotjahn (* 1935), Schriftsteller
- Knut Ipsen (1935–2022), Präsident des DRK, Rektor der Ruhr-Universität Bochum
- Horst Görtz (* 1937), Unternehmer, Mitgründer des Horst Görtz Instituts für Sicherheit in der Informationstechnik an der Ruhr-Universität Bochum
- Hansjürgen Bulkowski (1938–2024), Schriftsteller, verbrachte 1953 bis 1964 Jugendjahre in Bochum
- Dietrich Stein (1938–2024), Bauingenieur und Hochschullehrer
- Henning Haeupler (* 1939), Botaniker
- Hartmut Kleineidam (1939–1990), Romanist, Sprachwissenschaftler und Grammatiker sowie Hochschullehrer in Bochum und Dortmund, lebte in Bochum
- Jochen Borchert (* 1940), von 1993 bis 1998 Bundesminister für Ernährung, Landwirtschaft und Forsten, Landwirt in Wattenscheid
- Wolf van Elsen (* 1940), Reiseunternehmer
- Christa Thoben (* 1941), Politikerin (CDU)
- Gert Albrecht (1941–2017), Bauingenieur und Experte für Großbrückenbau
- Annette Kammertöns (1941–2020), Politologin und Hochschullehrerin
- Günter Krautscheid (* 1942), Radrennfahrer und Unternehmer
- Joachim Hermann Luger (* 1943), Schauspieler
- Christoph Zöpel (* 1943), Politiker
- Ulf Eysel (* 1944), Neuro- und Sinnesphysiologe
- Ulf Stahl (1944–2019), Mikrobiologe und Genetiker
- Peter Altmeyer (* 1945), Dermatologe und bis 2014 Chefarzt der Dermatologischen Klinik im St. Josef-Hospital Bochum
- Leonardo Bauer (* 1945), Großgastronom im Bermudadreieck
- Reinhard Junge (* 1946), Krimiautor und Lehrer in Wattenscheid
- Emine Sevgi Özdamar (* 1946), Schriftstellerin und Schauspielerin
- Wolfgang André alias „Anton Klopotek“ (* 1948), Kabarettist, Sänger und Fernsehmoderator
- Werner Streletz (* 1949), Schriftsteller/Journalist, seit 1985 Kulturredakteur der WAZ
- Harry Fechner (* 1950), Fußballspieler
- Ethem Yilmaz (* 1952), türkisch-deutscher Verleger von Sprachführern
- Thomas Krauth (* 1953), Unternehmer, Kunsthändler und Musicalproduzent
- Wolfgang Berke (* 1954), Journalist und Buchautor
- Uwe Fellensiek (* 1955), Schauspieler
- Peter Neururer (* 1955), Fußballtrainer und -funktionär
- Armin Rohde (* 1955), Schauspieler
- Herbert Grönemeyer (* 1956), Schauspieler und Sänger, in Bochum aufgewachsen
- Claude-Oliver Rudolph (* 1956), Schauspieler
- Jochem Ahmann (* 1957), Künstler und Designer
- Ralf Richter (* 1957), Schauspieler
- Hansa Czypionka (* 1958), Schauspieler, wuchs in Bochum auf
- Carina Gödecke (* 1958), Präsidentin des Landtages von Nordrhein-Westfalen
- Steven Sloane (* 1958), US-amerikanisch-israelischer Dirigent, 1994–2021 Generalmusikdirektor der Bochumer Symphoniker ; setzte sich intensiv für den Bau des Anneliese Brost Musikforums Ruhr ein
- Jürgen Bärsch (* 1959), römisch-katholischer Theologe, Diözesanpriester und Universitätsprofessor
- Leander Haußmann (* 1959), Film- und Theaterregisseur und Schauspieler
- Stefan Heucke (* 1959), Komponist
- Karl-Heinz von Liebezeit (* 1960), Schauspieler, besuchte Gymnasium u. Schauspielschule in Bochum
- Jochen Malmsheimer (* 1961), Kabarettist; aufgewachsen in Bochum
- Axel Wullenkord (* 1961), Wirtschaftswissenschaftler
- Karl-Ludwig Elvers (* 1962), Historiker
- Wolfgang Wendland (* 1962), Sänger der Punkrockband Die Kassierer
- Toto & Harry (* 1963 bzw. * 1965), alias Die Zwei vom Polizeirevier
- Ercan Durmaz (* 1965), deutscher Schauspieler
- Dirk Kreuter (* 1967), Verkaufstrainer und Autor
- Mambo Kurt (bürgerlich Rainer Limpinsel, * 1967), Musiker und Alleinunterhalter
- Claudio Raneri (* 1967), Opernregisseur und Coach
- Thomas Eiskirch (* 1970), SPD-Politiker, Oberbürgermeister der Stadt Bochum von 2015 bis 2025[3]
- Thorsten Schmugge (* 1971), Fußballspieler
- Chris Hopkins (* 1972), internationaler Jazz-Musiker, wuchs in Bochum auf und lebt dort noch immer
- Omid Pouryousefi (* 1972), Musiker, Unternehmer, Politiker und Autor
- Thomas Reis (* 1973), Cheftrainer des VfL Bochum
- André Tanneberger (* 1973), DJ und Produzent
- Serdar Yüksel (* 1973), Politiker, Mitglied des Landtages, Mitglied des Bundestages
- Philipp Evenburg (* 1974), Politiker
- Christian Hirdes (* 1974), Musikkabarettist
- Daniel Fridman (* 1976), Schach-Großmeister
- Sebastian Schindzielorz (* 1979), Fußballspieler
- Alex Hofmann (* 1980), Motorradrennfahrer
- Dagny Dewath (* 1981), Schauspielerin
- Jan-Martin Bröer (* 1982), Ruderer
- Florian Hartlieb (* 1982), Komponist und Medien-Künstler
- Marius Sowislo (* 1982), Fußballspieler
- Kevin Münch (* 1988), Dartspieler
- Niels Stein (* 1991), Leichtathlet
- Kevin Vogt (* 1991), Fußballspieler
- Rico Benatelli (* 1992), Fußballspieler
- Agit Kabayel (* 1992), Boxer
- Aria Nejati (* 1993), Medienmacher, Moderator und Autor
- Stephen Sama (* 1993), Fußballspieler
- Emmanuel Mbende (* 1996), Fußballspieler
- Leroy Sané (* 1996), Fußballspieler
- Görkem Sağlam (* 1998), Fußballspieler

### 21. Jahrhundert
- Tjark Ernst (* 2003), Fußballtorwart